# Indiskt försvar
Den här artikeln använder algebraisk schacknotation för att beskriva schackdragen.
Indiskt försvar är en schacköppningsfamilj som definieras av dragen:
1. d4 Sf6
De indiska försvaren hör till de hypermoderna öppningarna där svart inte omedelbart besätter centrum med bönder utan försöker kontrollera det med pjäser. Det leder till asymmetriskt spel med chanser för båda sidor. Svart fianchetterar ofta en löpare, antingen på kungsflygeln (i kungsindiskt, Grünfeldindiskt och Benoni) eller på damflygeln (i damindiskt, nimzoindiskt och bogoindiskt).
De indiska försvaren är mycket populära och hör till de vanligaste öppningarna. Namnet "indiskt" användes första gången 1884 men blev mer spritt av Savielly Tartakower under 1920-talet.
Till de indiska försvaren räknas:
- Nimzoindiskt försvar
- Damindiskt försvar
- Bogoindiskt försvar
- Kungsindiskt försvar
- Grünfeldindiskt försvar
- Gammalindiskt försvar
- Benoni
- Katalanskt parti
- Trompowsky
- Budapestgambit